# Kirche von Sanda

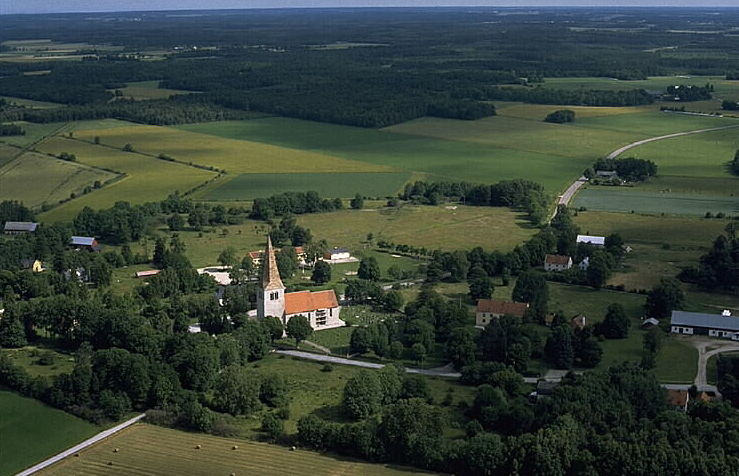
Kirche von Sanda

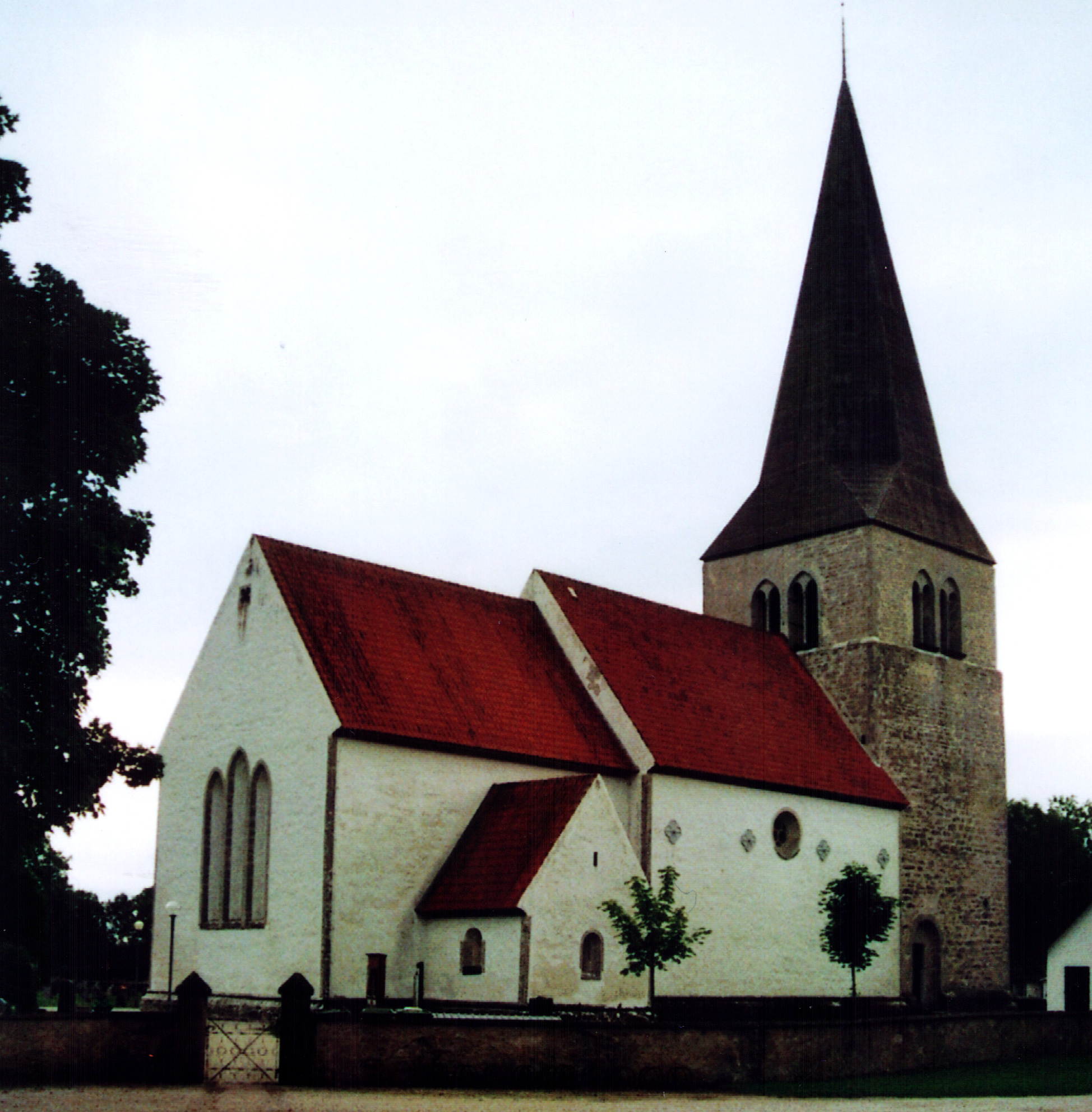
Kirche von Sanda

Die Kirche von Sanda (schwedisch Sanda kyrka) ist eine Landkirche auf der schwedischen Insel Gotland. Sie ist Gemeindekirche der Kirchengemeinde (schwed. församling) Sanda, Västergarn och Mästerby und gehört zum Bistum Visby.

## Lage
Die Kirche liegt einige Kilometer landeinwärts von der Westküste, Luftlinie 24 km südlich von Visby und 5 km nördlich von Klintehamn  in der Nähe des Dorfes Sanda.

## Kirchengebäude
Die heutige Kirche besteht aus einem Kirchturm aus der Mitte des 13. Jahrhunderts, einem Langhaus um das Jahr 1300 und einem Chor aus der Mitte des 14. Jahrhunderts. Einige mit Ornamenten versehene Steine in der südlichen Mauer zeugen davon, dass sich hier bereits vor der heutigen Kirche eine Kirche befand, deren Steine in der neuen Kirche wiederverwendet wurden. Die Kirche wurde das letzte Mal im Jahre 1956 restauriert, wobei die Orgelempore entfernt und die Orgel in den Raum unter dem Turm verlegt wurde.
Die Inventargegenstände der Kirche umfassen u. a. einen Taufstein aus Sandstein aus der zweiten Hälfte des 12. Jahrhunderts der dem Byzantios zugeschrieben wird und ein Triumphkreuz aus der Mitte des 13. Jahrhunderts. Im nördlichen Turmportal hängt eine Glocke, deren Entstehungsjahr 1493 als Runeninschrift erfolgte.

## Der Bildstein
Zu Beginn des 20. Jahrhunderts wurde auf dem Kirchfriedhof von Sanda ein Bildstein (SHM 13127) älteren Typs gefunden. Etwa 50 Jahre später kam bei der Restaurierung der Kirche der untere Teil desselben Steines zum Vorschein. Der zusammengesetzte Stein steht jetzt in Gotlands Fornsal in Visby. Der Stein mit einer Höhe von 3,3 m ist der größte der bislang bekannten älteren Bildsteine. Er zeigt, welche Größe die Vendelzeitlichen Denkmäler haben konnten.

## Bilder

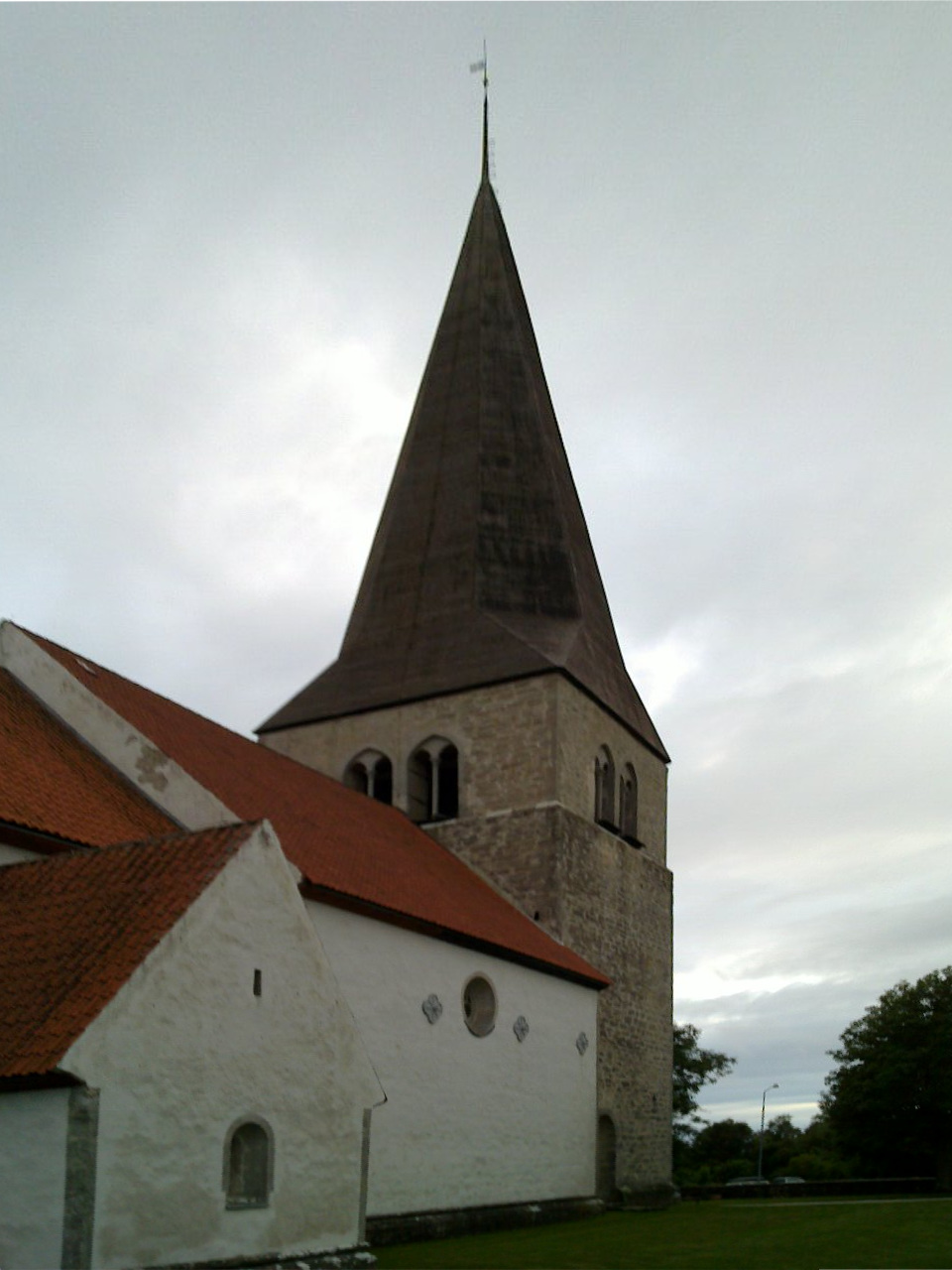
Turm und Langhause (Nordseite)
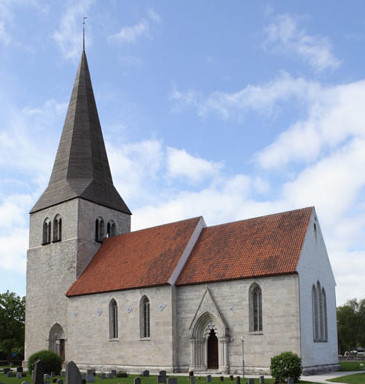
Südseite
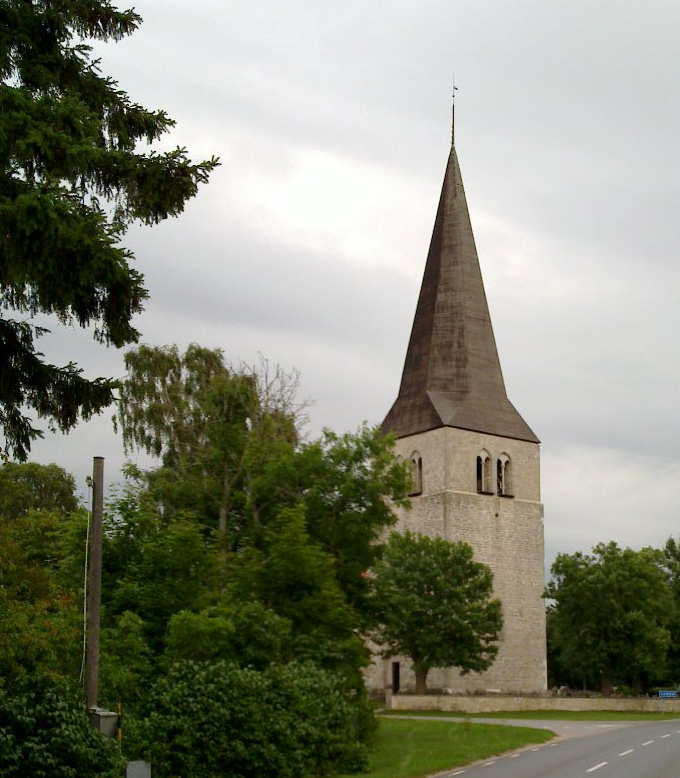
Turm
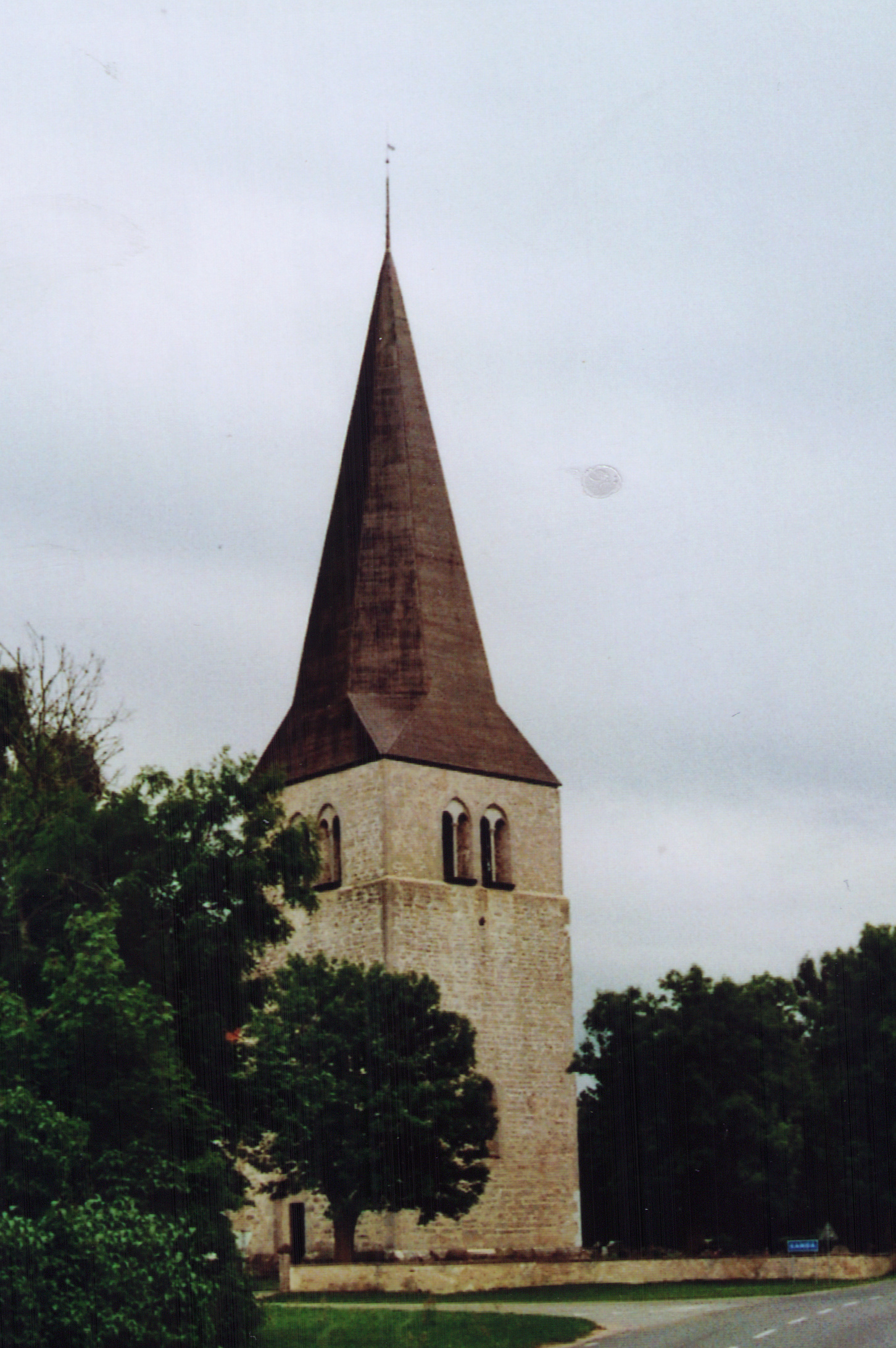
Turm
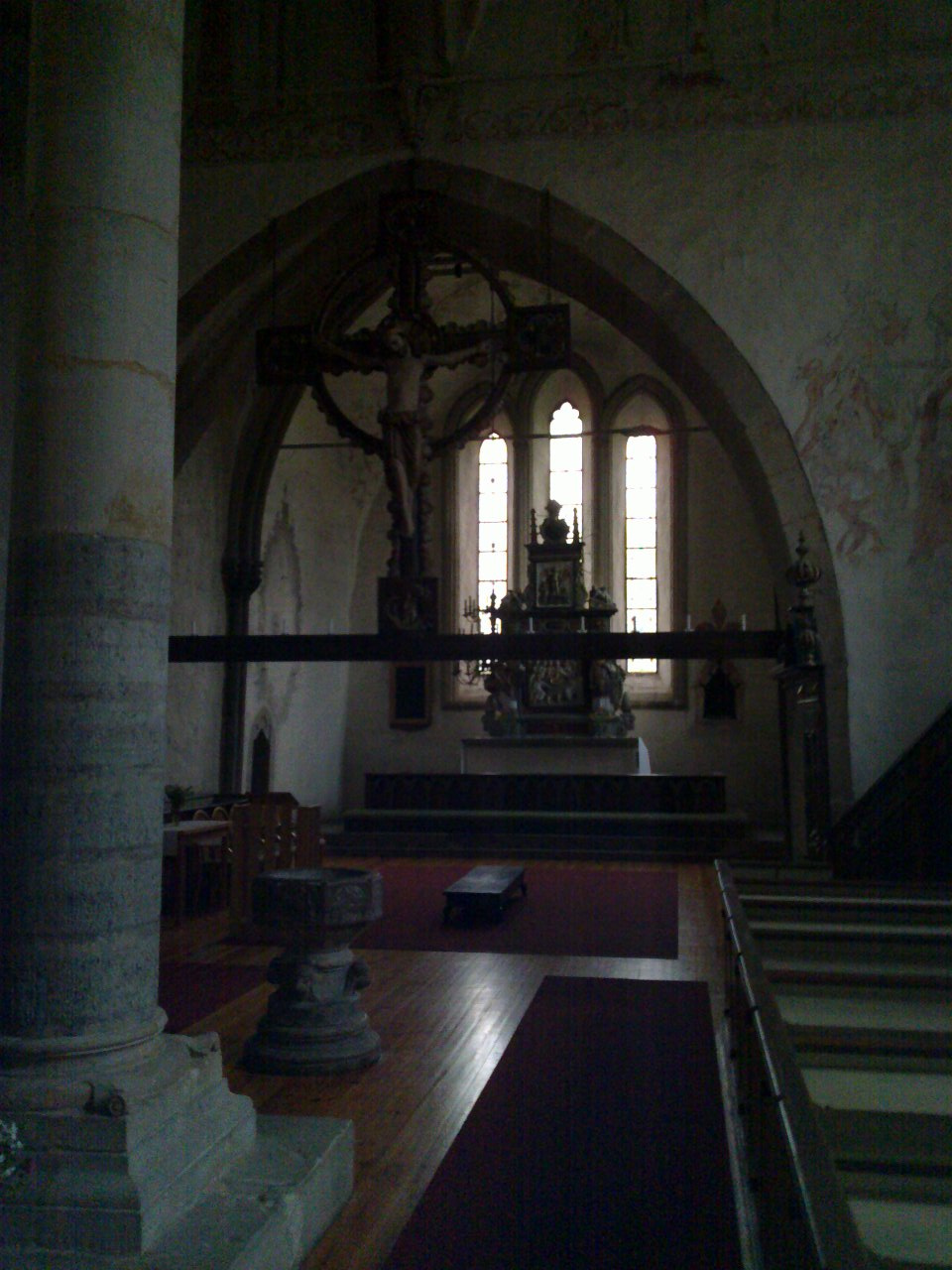
Innenraum
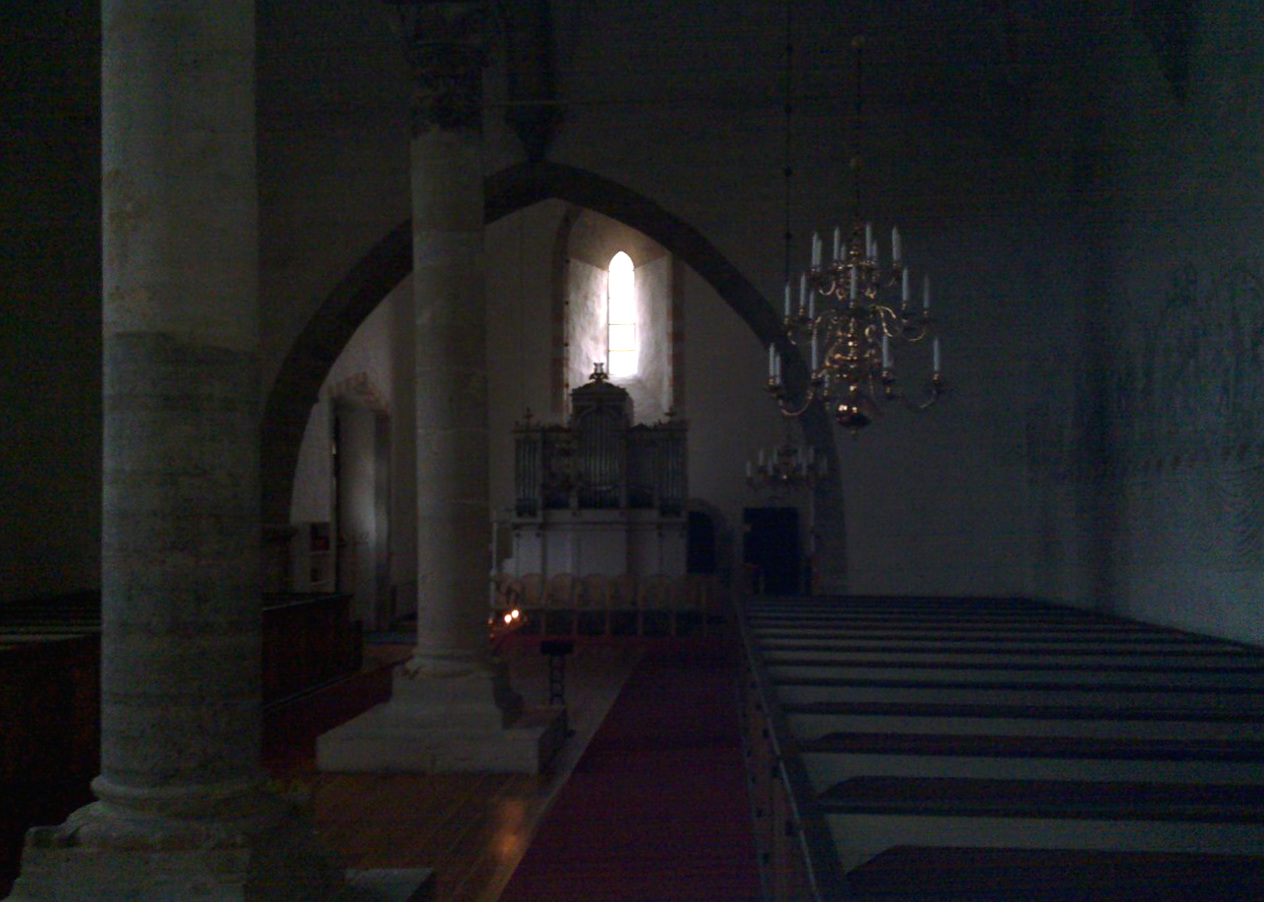
Innenraum
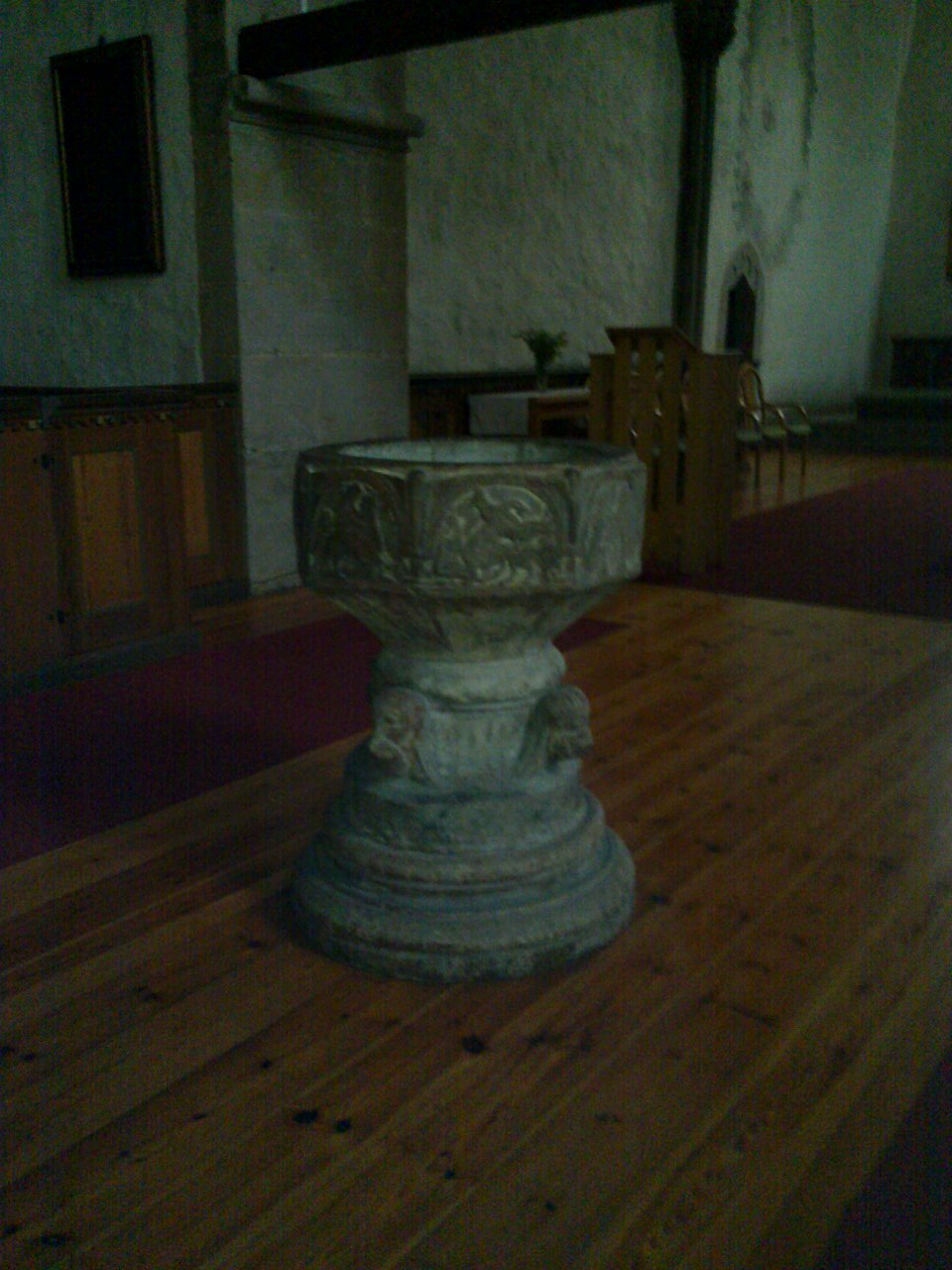
Taufstein